# Shel Silverstein
Sheldon Allan Silverstein, detto Shel (Chicago, 25 settembre 1930 – Key West, 10 maggio 1999), è stato un poeta, cantautore, disegnatore, drammaturgo, paroliere e scrittore statunitense.
In alcuni lavori ha usato il nome Uncle Shelby. I suoi libri sono stati tradotti in oltre trenta lingue e di essi sono stati vendute oltre venti milioni di copie. Ha alternato magistralmente l'attività di musicista e compositore a quella di scrittore e poeta, non disdegnando anche l'utilizzo delle vignette per illustrare le sue idee.

## Biografia

Autografo di Shel Silverstein

Nato in Illinois in una famiglia ebrea, ha studiato arte fino al 1953 iniziando anche a scrivere, anno in cui ha servito l'esercito in Giappone e Corea. Durante la leva ha lavorato come vignettista per Pacific Stars and Stripes, una pubblicazione militare. Dopo aver completato il servizio militare venne assunto come disegnatore dallo staff di Playboy (1956). Al contempo contribuisce alla realizzazione della rivista con poesie e racconti.
Nel 1963, su suggerimento del collega Tomi Ungerer, viene presentato a Ursula Nordstrom, che lo convince ad iniziare a scrivere racconti e storie ber bambini. Uno dei suoi libri più popolari è The Giving Tree (L'albero che dà), datato 1964. Nel 1974 ha scritto Where the Sidewalk Ends, che ha vinto un premio conferito dal New York Times nel 1974. Segue The Missing Piece. Nel 1981 diffonde una raccolta di poesie e disegni intitolata A Light in the Attic, che si aggiudica diversi premi. Uno dei suoi ultimi lavori editoriali è Falling Up: Poems and Drawings (1996). elogiato dalla critica.
Le sue storie e poesie sono state tradotte in oltre trenta Paesi. Uno dei suoi testi più apprezzati è L'albero, che racconta la storia di amicizia e amore tra un albero ed un bambino, a cui regala i suoi frutti.
Nel corso della sua vita ha rivolto la sua passione anche nei confronti della musica fin dal 1960. Divenne un compositore apprezzato col passare gli anni, tanto da scrivere numerosi brani per altri artisti fra i quali Sylvia's Mother resa famosa da Dottor Hook and The Medicine Show e da pubblicare diversi album.
Ha vinto il Grammy Award nel 1970 per il brano (miglior canzone country) A Boy Named Sue, interpretato da Johnny Cash.
Ha scritto la colonna sonora del film Chi è Harry Kellerman e perché parla male di me? (1971). 
Nel 1980 ha pubblicato un album di musica country intitolato The Great Conch Train Robbery, mentre nel 1990 è coautore della colonna sonora del film Cartoline dall'inferno, grazie al quale ha ricevuto la nomination all'Oscar alla migliore canzone (I'm Checkin' Out) e al Golden Globe nella stessa categoria. Con David Mamet ha anche scritto le musiche del film Le cose cambiano (1988).
Sapeva suonare la chitarra, il pianoforte, il sassofono ed anche il trombone.
Nel 1981 si è avviato anche nell'attività di drammaturgo, scrivendo sceneggiature per opere teatrali come The Lady or the Tiger Show, atto unico rappresentato a New York proprio nel 1981. Si tratta di un testo di satira rivolta ai game show: i concorrenti rischiano la vita scegliendo tra due porte, dietro le quali vi è una bella donna oppure una tigre. Ha anche collaborato con David Mamet per Things Change. Ha scritto il dramma The Devil and Billy Markham, che è stato combinato alla commedia Bobby Gould in Hell con il titolo collettivo Oh, Hell! Two One-Act Plays, prodotto nel 1989.

### Vita privata e morte
Sposatosi con Susan Taylor nel 1970, ha avuto una figlia di nome Shoshanna. Susan è morta nel 1975, mentre Shoshanna, cresciuta con gli zii dopo la morte della madre, è deceduta a causa di un aneurisma cerebrale nel 1982, ad appena undici anni.
Ha avuto un altro figlio di nome Matthew da Sarah Spencer.
Nel maggio 1999 è deceduto a causa di un attacco di cuore in Florida. Aveva 68 anni.

## Opere
- Take Ten (1955)
- Grab Your Socks! (1956)
- Now Here's My Plan (1960) - collezione di vignette e disegni
- Uncle Shelby's ABZ Book (1960)
- Playboy's Teevee Jeebies (1963)
- Uncle Shelby's Story of Lafcadio: The Lion Who Shot Back (1963) - primo libro per bambini, in Italia edito come Lafcadio, il leone che mirava in alto
- A Giraffe and a Half (1964)
- The Giving Tree (1964) - in Italia edito come L'albero
- Who Wants a Cheap Rhinoceros? (1964) - in Italia edito come Chi vuole un rinoceronte a un prezzo speciale?
- Uncle Shelby's Zoo: Don't Bump the Glump! and Other Fantasies (1964)
- More Playboy's Teevee Jeebies (1965)
- Where the Sidewalk Ends (1974) - collezione di poesie
- The Missing Piece (1976) - in Italia edito come Alla ricerca del pezzo perduto
- Different Dances (1979)
- A Light in the Attic (1981)
- The Missing Piece Meets the Big O (1981)
- Falling Up (1996)
- Draw a Skinny Elephant (1998)
- Runny Babbit (2005) - postumo
- Every Thing On It (2011) - postumo

## Discografia
Album
- Hairy Jazz (Elektra Records) (1959)
- Inside Folk Songs (Atlantic Records) (1962)
- I'm So Good That I Don't Have to Brag (Cadet Records) (1965)
- Drain My Brain (Cadet Records) (1967)
- Boy Named Sue and Other Country Songs (RCA Records) (1969)
- Ned Kelly (United Artists) (1970) - colonna sonora
- Who Is Harry Kellerman and Why Is He Saying Those Terrible Things About Me? (Columbia/CBS Records) (1971) - colonna sonora
- Freakin' at the Freakers Ball (Columbia/CBS Records) (1972)
- Crouchin' on the Outside (Janus Records) (1973) - raccolta
- Songs and Stories (Parachute Records) (1978)
- The Great Conch Train Robbery (Flying Fish Records) (1980)
- Where the Sidewalk Ends (Columbia/CBS Records) (1984)
- A Light In the Attic (Columbia/CBS Records) (1985)
- Underwater Land (con Pat Dailey) (Olympia Records) (2002) - postumo
- The Best of Shel Silverstein: His Words His Songs His Friends (Legacy/Columbia/SBMG Records) (2005) - postumo
- Twistable, Turnable Man: A Musical Tribute to the Songs of Shel Silverstein (Sugar Hill Records) (2010) - album tributo